# Guildford (stad)

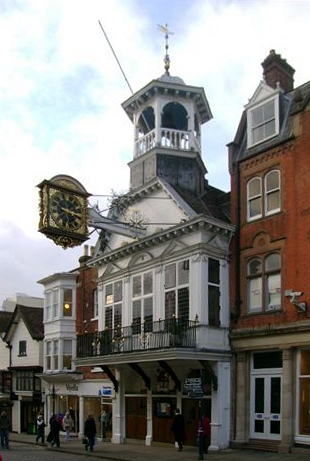
Guildford-klok

Guildford is een plaats in het bestuurlijke gebied Guildford, in het Engelse graafschap Surrey. De plaats telde in 2001 66.773 inwoners.
Het is de hoofdplaats van het district Guildford en het bestuurlijk centrum van de regio South East England. De naam stamt waarschijnlijk van een gouden voorde in de Weyrivier die ter plaatse door de North Downs snijdt. Het "gouden" heeft eerder betrekking op goudkleurige planten of zand dan op edelmetaal.
Guildford telt circa 70.000 inwoners en heeft een stedenband met Freiburg im Breisgau en een jumelage met Mukono in Centraal-Oeganda. In Guildford is de universiteit van Guildford gevestigd, een technische universiteit met circa 17.000 studenten. Ook in Guildford is Automotive Technik (ATL) gevestigd, de bouwer van de Pinzgauer terreinwagen. De stad heeft twee spoorwegstations en heeft goede verbindingen met Londen en met de luchthaven Gatwick.
Bij Guildford ligt Wanborough Manor (1527); hier was tijdens de Tweede Wereldoorlog een opleidingscentrum voor agenten van Special Operations Executive (SOE) gevestigd.
Ook bij Guildford ligt Clandon Park (1733); het was het huis van de vierde Graaf van Onslow (1853-1911), en onderkoning van Nieuw-Zeeland van 1889 tot 1892. In de tuinen van het huis ligt het enige Maorihuis in Groot-Brittannië.
Op 5 oktober 1974 pleegde de IRA bomaanslagen op twee pubs in Guildford met de bedoeling soldaten te treffen. Vijf burgers kwamen hierbij om het leven. Vier vermeende IRA-terroristen, bijgenaamd de Guildford Four, worden vrijgelaten na vijftien jaar onschuldig in de gevangenis te hebben gezeten.
In 2002 had Guildford geen succes bij een hernieuwde poging om de status van city toegekend te krijgen.

## Geboren
- P.G. Wodehouse (1881-1975), Brits-Amerikaans schrijver
- Andrew Latimer (1949) gitarist (Camel)
- Mike Rutherford (1950), (bas)gitarist (Genesis)
- Seve Benson (1986), golfer
- Georgina Reilly (1986), Canadees actrice
- Alex McCarthy (1989), voetballer
- The Stranglers, rockgroep

## Overleden
- Edward Carpenter (1844-1929), socialist en activist

## Zie ook

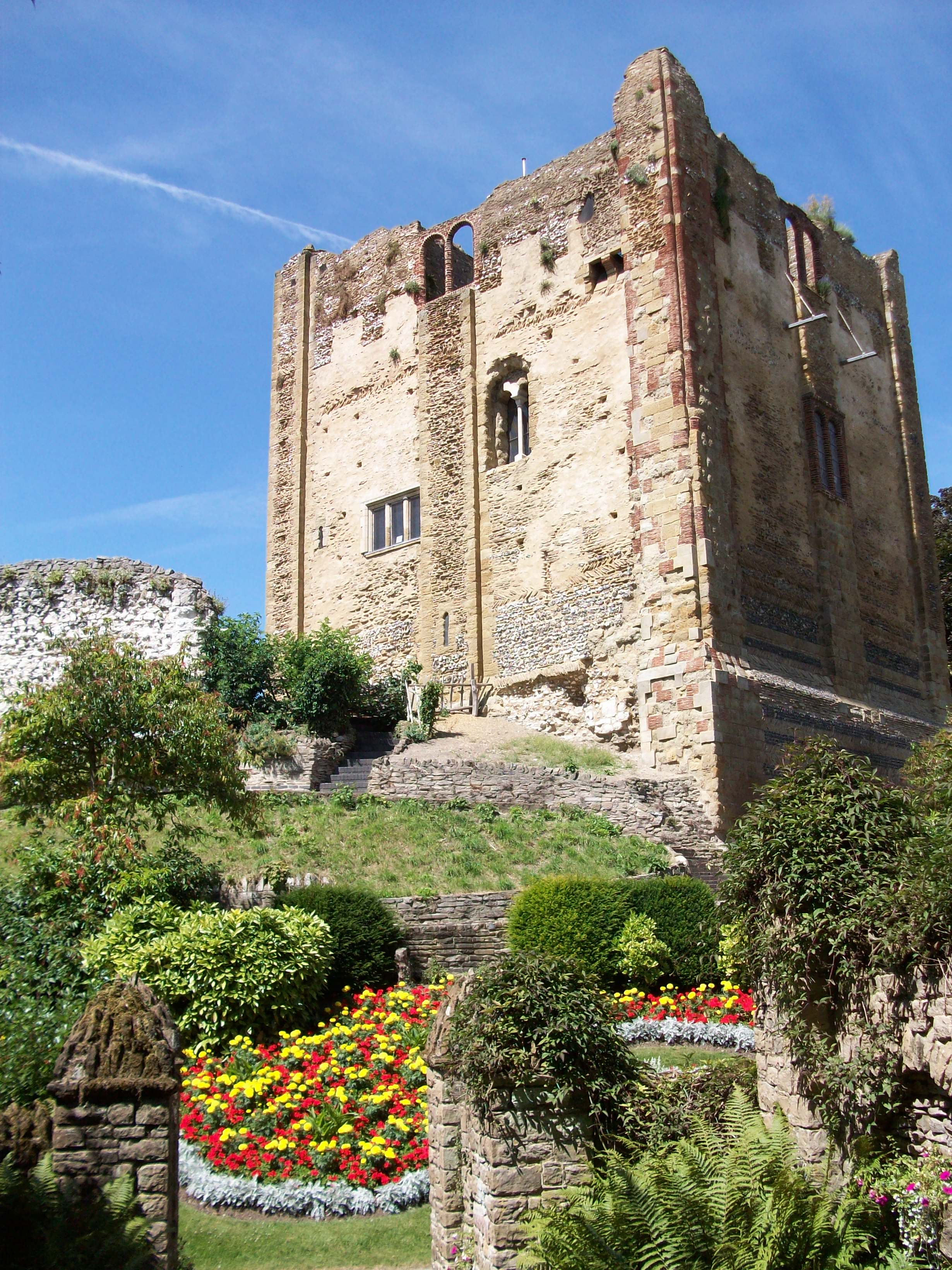
Toren van Guildford

## Partnersteden
- Freiburg im Breisgau